# Aicha Benabderrahmene
Aicha Benabderrahmene (ar. عائشة بن عبد الرحمن; ur. 19 marca 1989) – algierska judoczka.
Startowała w Pucharze Świata w 2012 i 2015. Brązowa medalistka igrzysk afrykańskich w 2015 i mistrzostw Afryki w 2012, a także igrzysk panarabskich w 2011roku.